# Irene Manning
Irene Manning o Hope Manning, pseudonimo di Inez Harvout (Cincinnati, 17 luglio 1912 – San Carlos, 28 maggio 2004), è stata un'attrice e cantante statunitense.

## Biografia
Nacque in Ohio nel 1912, più giovane di cinque fratelli, all'età di 10 anni si trasferì con la famiglia a Los Angeles in California. Studiò presso la Eastman School of Music di Rochester nello Stato di New York, una volta diplomata iniziò a lavorare in teatro. Fece il suo debutto nel dicembre 1935 interpretando il ruolo di Margot nel musical Il canto del deserto (The Desert Song) messo in scena all'Eastman Theatre di Rochester.
Iniziò a lavorare per il cinema quando venne messa sotto contratto dalla Republic Pictures e cambiò il suo nome in Hope Manning. Il suo debutto cinematografico avvenne nel 1936 nel film western The Old Corral dove recitò accanto a Gene Autry. Con la Republic girò poi anche altre due pellicole. Dopo aver preso parte ad alcune produzioni della St. Louis Municipal Opera, nel 1939 fece il suo debutto a Broadway nel musical Susanna, Don't You Cry. Nello stesso periodo incise alcuni brani accompagnata dall'orchestra del maestro Andrej Kostelanec. Nel 1940 iniziò la sua collaborazione con la Los Angeles Light Opera Company con la quale prese parte a diverse produzioni di musical e operette quali H.M.S. Pinafore, The Chocolate Soldier, La vedova allegra e Show Boat.
La fama acquisita a teatro le valse l'interesse della Warner Bros. che la mise sotto contratto e cambiò il suo nome da Hope ad Irene. La sua nuova casa di produzione le affidò subito dei ruoli importanti e nel 1942 uscirono ben tre film con la sua partecipazione: interpretò il ruolo di protagonista femminile nel gangster movie Il terrore di Chicago (The Big Shot) al fianco di Humphrey Bogart e nel film di spionaggio Spy Ship con Craig Stevens. Nello stesso anno interpretò il ruolo più celebre della sua carriera cinematografica ovvero quello di Fay Templeton nel film musicale Ribalta di gloria (Yankee Doodle Dandy), famosa attrice di musical scomparsa da pochi anni, dove cantò alcune delle canzoni principali. L'anno successivo le venne affidato una parte nel film Il canto del deserto, basato sull'omonima operetta con la quale la Manning aveva esordito a teatro. 
Durante la Seconda guerra mondiale si esibì assieme ad altre star di Hollywood in diverse basi aeree e ospedali militari inglesi per intrattenere le truppe americane impegnate nel conflitto. Durante questo periodo incise anche alcune canzoni in lingua tedesca con l'orchestra di Glenn Miller che vennero poi utilizzate durante le trasmissioni di propaganda. La sua ultima interpretazione cinematografica risale al 1945 quando comparve nel film inglese I Live in Grosvenor Square, in realtà non si tratta di un vero e proprio ruolo bensì di uno spezzone musicale in cui la Manning canta per i soldati.
Dopo il conflitto abbandonò la carriera cinematografica per tornare a dedicarsi al teatro, in particolare ai musical. Si esibì in diverse rappresentazioni nel Regno Unito e nel 1951 presentò per la BBC un programma intitolato An American in England. Negli anni cinquanta tornò negli Stati Uniti ed apparve in alcuni spettacoli televisivi in cui venivano messe in scena opere teatrali. Concluse la sua carriera nel mondo dello spettacolo esibendosi nei nightclub. Nel corso della sua vita si sposò quattro volte, l'ultima nel 1964 con Maxwell W. Hunter II, illustre ingegnere aerospaziale. Morì il 28 maggio 2004 nella sua casa di San Carlos in California all'età di 91 anni per insufficienza cardiaca.

## Teatro
- Il canto del deserto (The Desert Song) (1935) - Eastman Theatre, Rochester[5]
- The Great Waltz (1937)[12]
- Gentlement Afraid (1938) - Municipal Opera, St. Louis[13]
- The Gypsy Baron di Johann Strauss II (1939)[14]
- Susanna, Don't You Cry (1939)[7] - Martin Beck Theatre, New York[15]
- H.M.S. Pinafore di Gilbert e Sullivan (1940)[5]
- The Chocolate Soldier di Oscar Straus (1940)[5]
- La vedova allegra (The Merry Widow) di Franz Lehár (1940)[5]
- Show Boat di Jerome Kern (1940)[5]
- Rose-Marie di Rudolf Friml (1945)[5]
- The Day Before Spring (1945)[16] - Nederlander Theatre, New York[17]
- La dodicesima notte (Twelfth Night) di William Shakespeare (1947)[5]
- Die Fledermaus di Johann Strauss II (1947)[5]
- The Dubarry (1947) - Prince's Theatre, Londra[5]
- Serenade (1949) - Empire Theatre, Edimburgo[5]
- Castle in the Air di Alan Melville (1949) - Adelphi Theatre, Londra[5]

## Filmografia

### Cinema
- The Old Corral, regia di Joseph Kane (1936)
- Michael O'Halloran, regia di Karl Brown (1937)
- Two Wise Maids, regia di Phil Rosen (1937)
- Il terrore di Chicago (The Big Shot), regia di Lewis Seiler (1942)
- Spy Ship, regia di B. Reeves Eason (1942)
- Ribalta di gloria (Yankee Doodle Dandy), regia di Michael Curtiz (1942)
- Il canto del deserto (The Desert Song), regia di Robert Florey (1943)[18]
- Ho baciato una stella (Hollywood Canteen), regia di Delmer Daves (1944)
- Ragazze indiavolate (The Doughgirls), regia di James V. Kern (1944)[19]
- Make Your Own Bed, regia di Peter Godfrey (1944)
- Road to Victory, regia di LeRoy Prinz (1944) - cortometraggio
- The Shining Future, regia di LeRoy Prinz (1944) - cortometraggio
- Al chiaro di luna (Shine on Harvest Moon), regia di David Butler (1944)
- I fuggitivi delle dune (Escape in the Desert), regia di Edward A. Blatt (1945)
- I Live in Grosvenor Square, regia di Herbert Wilcox (1945)

### Televisione
- The Passing Show - serie TV, episodi 1x03-1x05 (1951)
- Schlitz Playhouse of Stars - serie TV, episodio 1x24 (1952)
- The Philco Television Playhouse - serie TV, episodio 6x15 (1954)
- Kraft Television Theatre - serie TV, episodio 1x33 (1954)
- Producers' Showcase - serie TV, episodio 1x09 (1955)

## Doppiatrici italiane
- Dhia Cristiani in Il terrore di Chicago